# Honningsvåg
Honningsvåg (płnlap. Áváhki lub Honnesváhki) – miejscowość w norweskim okręgu (fylke) Finnmark, ośrodek administracyjny najbardziej na północ wysuniętej norweskiej (i w ogóle europejskiej) gminy (kommune) Nordkapp. Współrzędne geograficzne 71°N 26°E, 2415 mieszkańców (według stanu na 1.1.2011; liczba ludności spada: w roku 1996 wynosiła jeszcze 2575), powierzchnia 1,21 km². Miejscowość położona jest na wyspie Magerøya, ok. 35 km na południe od Przylądka Północnego, w połowie drogi pomiędzy Oslo (2119 km) a biegunem północnym (2110 km).

## Klimat

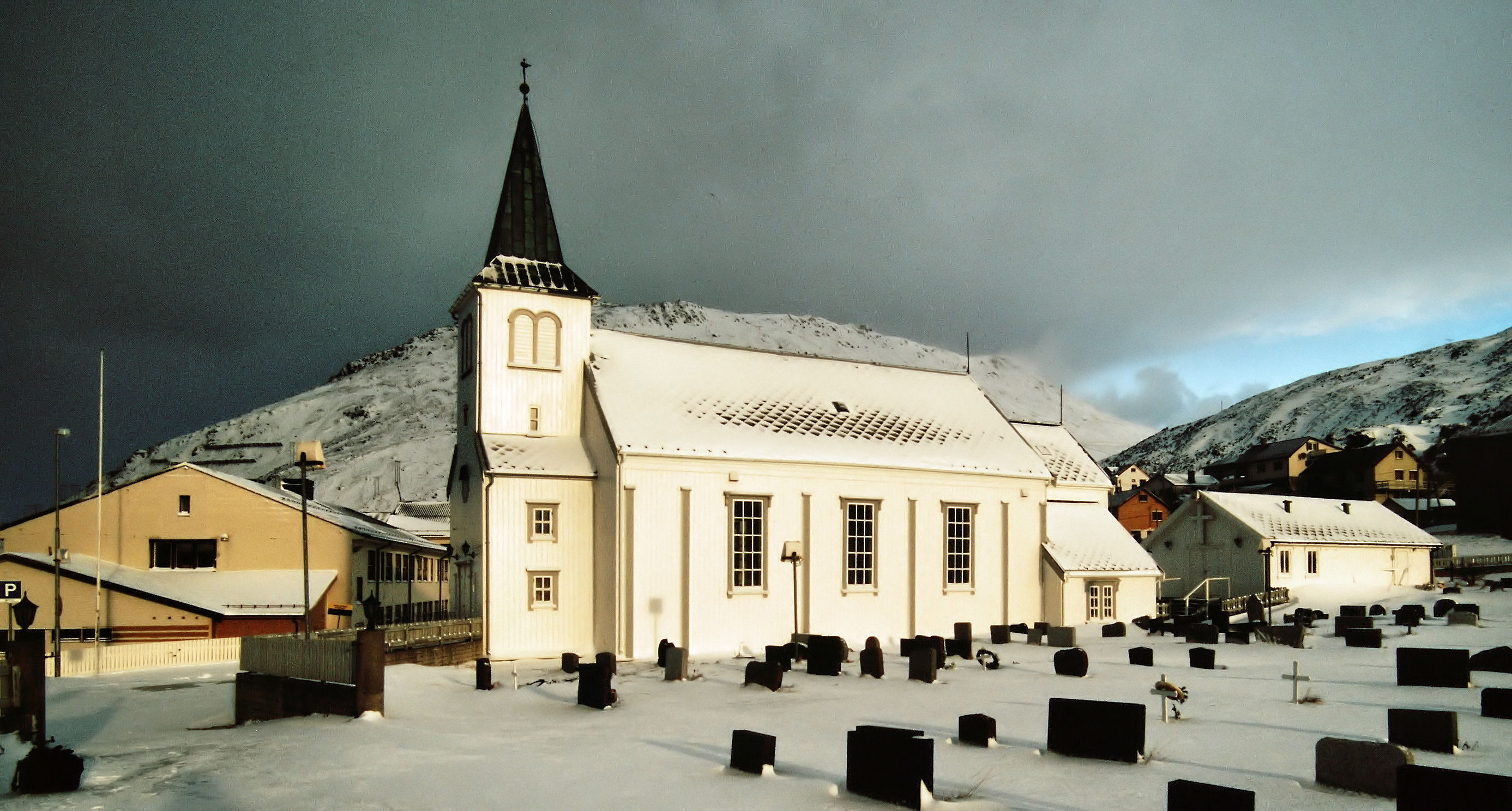
Kościół w Honningsvåg to podłużny kościół drewniany pochodzący z 1885 roku

Osadnictwo w tej okolicy sięga ok. 10 tysięcy lat temu. Sprzyjało mu działanie Golfsztromu, który powoduje, iż średnia temperatura stycznia sięga –4 °C, czyli jest tu znacznie cieplej, niż w innych rejonach świata na tej samej szerokości geograficznej. Dzięki temu wody Morza Barentsa w pobliżu Honningsvåg przez cały rok wolne są od lodu i sprzyjają połowom ryb.

## Historia
Pod koniec II wojny światowej niemiecki Wehrmacht, realizując taktykę spalonej ziemi zniszczył całkowicie miejscowość, pozostawiając jako jedyny nieuszkodzony budynek miejscowego kościoła z 1885 roku. Później – podczas odbudowy domów – służył on mieszkańcom jako schronienie.

## Wieś
Wieś zamieszkuje ok. 2500 osób; do miejscowej szkoły uczęszcza ok. 250 uczniów. We wsi znajduje się niewielkie muzeum regionu (Nordkappmuseet), a z pobliskich wzgórz rozciąga się widok na tutejszy port oraz okoliczne skały i zatoki. Urodziła się tutaj pisarka, Ingeborg Arvola.

## Komunikacja
W pobliżu znajduje się lotnisko, w porcie jest też terminal pasażerski obsługiwany przez regularne linie promowe Hurtigruten. Europejską drogą E 69 można tu dojechać samochodem, do wsi kursują także autobusy regularnych linii pasażerskich z innych części Norwegii.